# Transición electrónica molecular
Las transiciones electrónicas moleculares tienen lugar cuando los electrones de una molécula se excitan desde un nivel energético a otro superior. El cambio de energía asociado con esta transición proporciona información sobre la estructura de una molécula y determina muchas propiedades moleculares como el color. La relación entre la energía involucrada en la transición electrónica y la frecuencia de radiación viene dada por la relación de Planck.

## Moléculas orgánicas y otras moléculas
Las transiciones electrónicas en compuestos orgánicos y algunos otros compuestos pueden determinarse mediante espectroscopía ultravioleta-visible, siempre que existan transiciones en el rango ultravioleta (UV) o visible del espectro electromagnético, para este compuesto. Los electrones que ocupan un HOMO de un enlace sigma pueden excitarse con el LUMO de ese enlace. Este proceso se denota como una transición σ → σ*. Del mismo modo la promoción de un electrón desde un orbital enlace-π a un orbital π* antienlazante se denota como una transición π → π*. Los auxocromos con pares de electrones libres indicados como n tienen sus propias transiciones, al igual que las transiciones de enlaces pi aromáticos. Las secciones de moléculas que pueden experimentar tales transiciones de electrones detectables pueden denominarse cromóforos, ya que tales transiciones absorben radiación electromagnética (luz), que puede percibirse hipotéticamente como color en algún lugar del espectro electromagnético. Existen las siguientes transiciones electrónicas moleculares:
σ → σ*
π → π*
n → σ*
n → π*
aromático π → aromático π*
Además de estas asignaciones, las transiciones electrónicas también tienen las denominadas bandas asociadas. Se definen las siguientes bandas: la banda R del alemán radikalartig o similar a un radical, la banda K del alemán konjugiert o conjugada, la banda B del benzoico y la banda E del etilenico (sistema ideado por A. Burawoy en 1930). Por ejemplo, el espectro de absorción del etano muestra una transición σ → σ* a 135 nm y el del agua una transición n → σ* a 167 nm con un coeficiente de extinción de 7.000. El benceno tiene tres transiciones aromáticas π → π*; dos bandas E a 180 y 200 nm y una banda B a 255 nm con coeficientes de extinción respectivamente 60.000, 8.000 y 215. Estas absorciones no son bandas estrechas, pero generalmente son amplias porque las transiciones electrónicas se superponen a los otros estados de energía molecular.

## Cambios de solvente
Las transiciones electrónicas de moléculas en solución pueden depender en gran medida del tipo de disolvente con cambios batocrómicos o cambios hipsocrómicos adicionales.

## Líneas espectrales
Las líneas espectrales están asociadas con transiciones electrónicas atómicas y los gases poliatómicos tienen su propio sistema de bandas de absorción.